# Domenico Marotta
Domenico Marotta (Palermo, 28 luglio 1886 – Roma, 30 marzo 1974) è stato un chimico, igienista e dirigente pubblico italiano, direttore dell'Istituto Superiore di Sanità (ISS) dal 1935 al 1961.

## Biografia

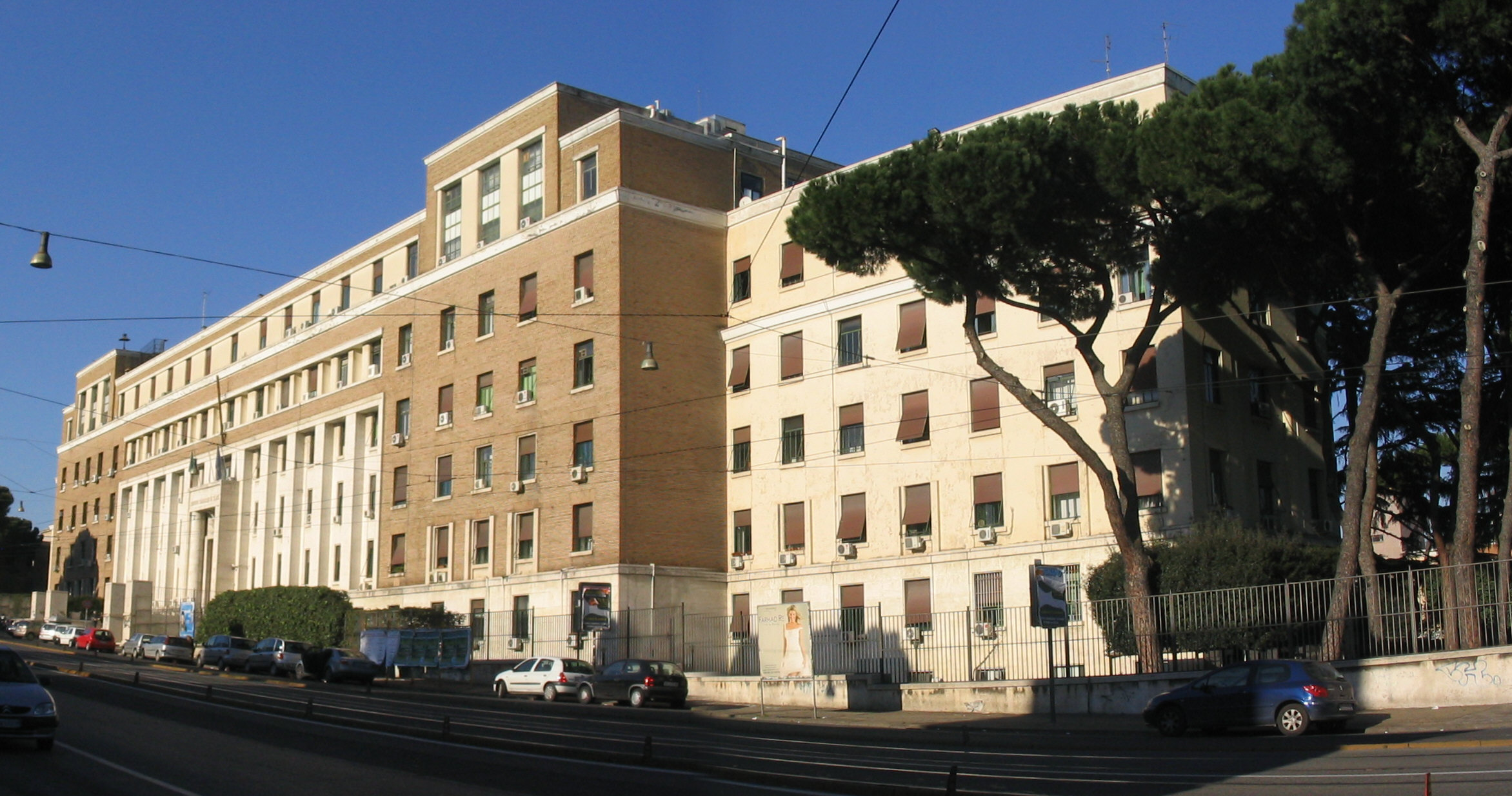
Sede dell'Istituto Superiore di Sanità a Roma

Conseguita la laurea in Chimica e Farmacia nel 1910 all'Università degli studi di Palermo col prof. Giorgio Errera con una tesi dal titolo Azione dell'acido nitrico sullo ftalacene, venne assunto al laboratorio di chimica di Palermo. Si mise in luce lo stesso anno in occasione di un'epidemia di colera, ottenendo una decorazione. Nel 1911 si trasferì a Roma dove venne notato dal chimico Emanuele Paternò il quale lo assunse al laboratorio chimico dell'Istituto di Sanità Pubblica, ubicato in Piazza Vittorio, di cui era direttore. Dopo aver vinto per concorso la cattedra di Chimica analitica all'Università degli Studi di Firenze, il 25 luglio 1935 venne nominato direttore dell'ISS e rimase in tale carica fino al 29 luglio 1961.
Marotta è considerato l'inventore dell'Istituto Superiore di Sanità. Nei ventisei anni di direzione riuscì a ottimizzare la qualità e la quantità dei risultati del lavoro dell'ISS. Vennero insediati numerosi servizi tecnici (gli stabulari, gli uffici amministrativi, i magazzini, le officine, la biblioteca, ecc.). All'ISS inoltre, oltre lo svolgimento di congressi e conferenze scientifiche, venne affidata la formazione professionale di ricercatori, anche provenienti dall'esterno; i laboratori vennero dotati di attrezzature specifiche e fu allestito un museo scientifico di notevole significato storico e di grande valore artistico. Marotta, inoltre, fondò nel 1938 la prestigiosa rivista scientifica Rendiconti dell'Istituto Superiore di Sanità, ribattezzata nel 1965 Annali dell'Istituto Superiore di Sanità. Nel 1937 aveva tradotto e pubblicato La nuova Atlantide di Francesco Bacone, un racconto utopico in cui il benessere della collettività era legato al progresso della conoscenza scientifica.
Alla fine della seconda guerra mondiale la ricerca scientifica in Italia stava rapidamente riprendendosi. Marotta fu capace di gestire l'Istituto Superiore di Sanità risollevandone il prestigio e modernizzandone le attrezzature. Nel 1946 venne costruito il primo e unico microscopio elettronico italiano, che sostituiva quello della ditta Siemens sequestrato dai tedeschi dopo l'8 settembre 1943. Nel 1947, venne lanciato il Piano Missiroli grazie al quale venne sconfitta definitivamente la malaria. Marotta riuscì anche a portare in Italia figure importanti quali il Premio Nobel Ernst Boris Chain e Daniel Bovet, che avrebbe vinto in seguito il Nobel anche grazie alle ricerche svolte in Italia. Inoltre creò il Centro Internazionale di Chimica microbiologia diretto da Ernst Boris Chain, cui faceva capo l'impianto pilota per la produzione sperimentale della penicillina e di altri prodotti di fermentazione, diventato operativo nel 1951. Parallelamente, venne costruita una fabbrica di penicillina, un'iniziativa senza eguali che offriva all'Italia una certa autonomia in questo settore farmacologico, dominato da Inghilterra e Stati Uniti.
Dopo il pensionamento e una celebre vicenda giudiziaria, dal 1962 al 1974 è stato presidente dell'Accademia Nazionale delle Scienze detta dei XL.
Fu iniziato in Massoneria 1l 9 ottobre 1910 e il 16 luglio 1912 divenne Maestro massone. Durante il periodo che trascorse a Roma fu affiliato alla Loggia Universo.

## Ilcaso Marotta
Nel 1962 un impiegato dell'istituto pubblico segnalò diverse irregolarità nell'amministrazione, che non sarebbe stata conforme alle disposizioni legislative. Vennero aperte due inchieste parallele, una del Ministero del Tesoro ed una del Ministero della Sanità. Anche una parte della stampa di sinistra sostenne le accuse. Le inchieste ministeriali stavano per concludersi favorevolmente per Marotta, quando la questione passò (probabilmente grazie ad un'abile manovra) nelle mani della magistratura. I ministri della sanità e del tesoro dell'allora governo Leone furono velatamente accusati di avere insabbiato la vicenda.
L'8 aprile 1964 Domenico Marotta, ormai ottantenne e in pensione, fu arrestato per irregolarità amministrative nella gestione dell'ente pubblico. Il processo si svolse parallelamente ad un altro, che vide coinvolto un personaggio che alla direzione d'un altro ente statale ne aveva risollevato il destino e, come Marotta era accusato di illeciti amministrativi: Felice Ippolito.
In primo grado Marotta fu condannato a sei anni e otto mesi di carcere, ma in appello le accuse vennero ampiamente ridimensionate e la pena fu di conseguenza ridotta. La corte di Cassazione in seguito confermò la condanna, pur se i reati andavano considerati estinti dall'amnistia del 1966.
Nel 1986 sulla prestigiosa rivista Nature, la vicenda giudiziaria di Marotta venne definita una incomprensibile vendetta politica.